# المسجد العظيم
المسجد العظيم هو مسجد الدولة في اقليم ملقا، المسجد يقع بجوار مستشفى ملقا العام في مدينة ملقا في ماليزيا.

## التاريخ
شيد المسجد العظيم بين عام 1989 وعام 1990، وافتتح رسميا في الثالث عشر من شهر تموز من عام 1990، من قبل توانكو سيد سراج التاسع يانغ دي-برتوان أغونغ .

## العمارة
بني المسجد وصمم على نهج عمارة المساجد في ملقا والذي يشبه المعبد الصيني من الخارج، ويبين الشكل الداخلي للمسجد فن العمارة الصيني، وتبدو داخلية المسجد مثل داخلية المعبد، كما أن المسجد يحوي على تأثيرات من الهندسة المعمارية في الملايو بالإضافة لتأثيرات العمارة المحلية في ملقا .

## قبر بهلوان نيجري
يحوي المسجد على قبرين هما :
- قبر تون سيد أحمد الحاج سيد محمود بن شهاب الدين حاكم ولاية نيجري (1984 - 2004) والذي توفي عام 2008 .
- داتوك سيري أبو الزهار انسين رئيس وزراء اقليم ملقا (1997 - 1999) والذي توفي عام 2013 .